# Kladruby (Ústí nad Labem)
Kladruby é uma comuna checa localizada na região de Ústí nad Labem, distrito de Teplice.